# Kibergneset
Kibergneset (pouvant être écrit Kibergneset) est une péninsule située dans la municipalité de Vardø au nord de la Norvège, dans le comté de Finnmark.
Elle se trouve au bord de la Mer de Barents, à environ 10 km de la ville de Vardø, et constitue le point le plus à l'est de la Norvège continentale.
Une forteresse construite par l'armée allemande durant la Seconde Guerre mondiale se trouve sur la partie sud de la péninsule.

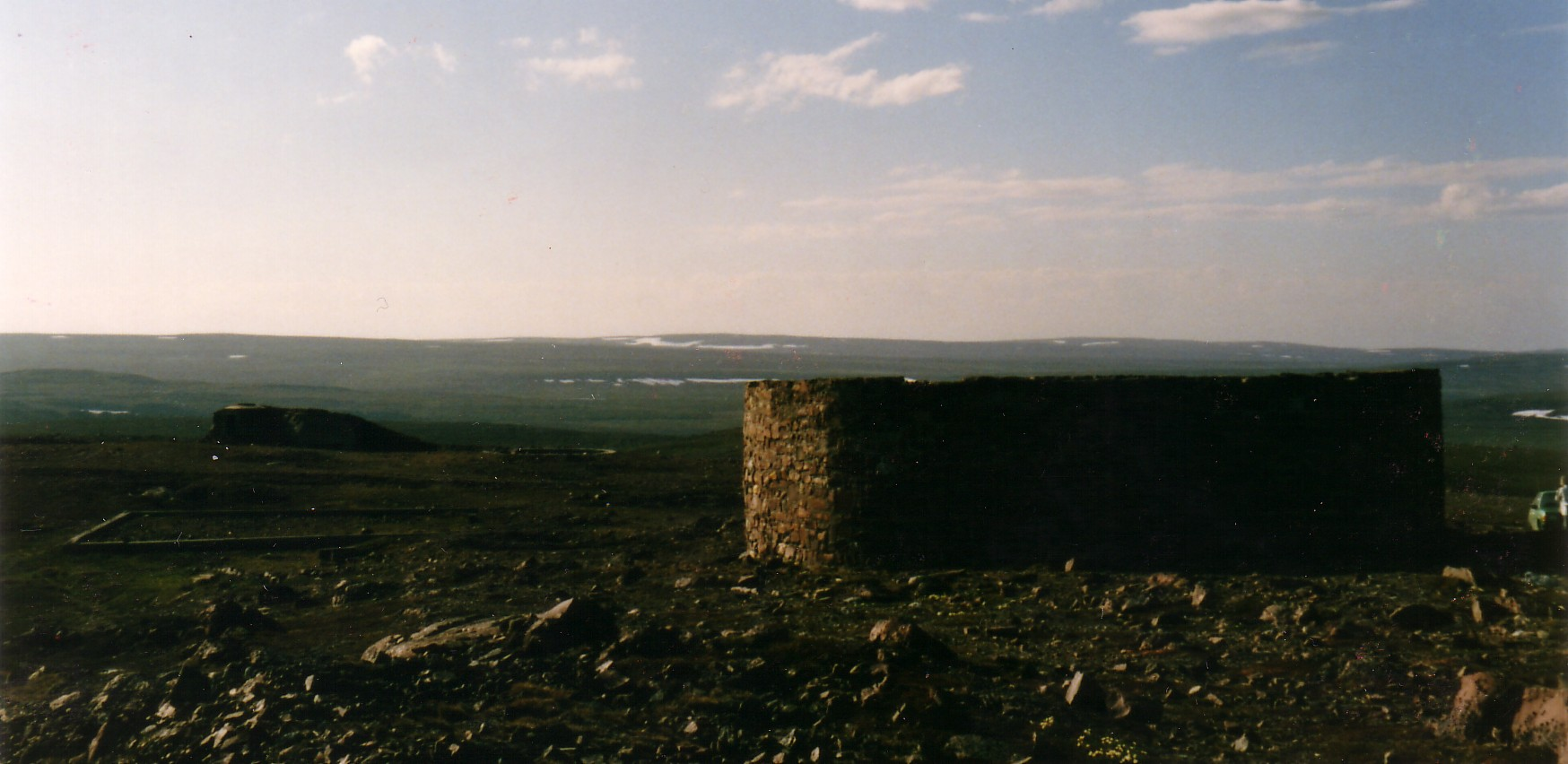
Vestiges de la forteresse allemande de Kibergneset.